# Placidus von Nonantola
Placidus von Nonantola war Mönch in der oberitalienischen Abtei Nonantola (St. Silvester) bei Modena. Nur zwei urkundliche Belege von 1117 und 1123 gibt es für Placidus, so dass anzunehmen ist, dass der Mönch nach 1123 verstorben ist. Ein Eintrag in einem Nekrolog des 12. Jahrhunderts aus dem Piacentiner Kloster San Savino weist Placidus den 4. November als Sterbetag zu und verzeichnet zudem, dass der Mönch auch Priester gewesen war.

## Liber de honore ecclesiae
Berühmt ist Placidus von Nonantola durch seine Schrift Liber de honore ecclesiae („Buch über die Ehre der Kirche“), die in mehreren mittelalterlichen Handschriften überliefert ist, u. a. in zwei aus dem Stift Admont bzw. dem Stift Göttweig. Diese beiden Handschriften sind im Übrigen die einzigen, die Placidus als Autor nennen.
Der Liber wurde verfasst im Jahr 1111/1112 und nahm daher unmittelbar Bezug auf die Ereignisse zwischen deutschem Königtum und Papsttum, zwischen König bzw. Kaiser Heinrich V. (1106–1125) und Papst Paschalis II. (1099–1118) im Investiturstreit, auf die Verhandlungen zwischen König und Papst, die zum Vertrag von Ponte Mammolo, dem  „Pravileg“ vom 12. April 1111, und der Kaiserkrönung Heinrichs V. geführt hatten. Doch geht die kanonistische Schrift auch über aktuelle Bezüge hinaus ins Normativ-Grundsätzliche, wenn sie als zentralen Punkt den Zusammenhang von Kirchenamt von Kirchengut verteidigt oder die Selbstständigkeit der einzelnen Kirchen von den Laien, aber auch gegenüber dem Papsttum betont. Dies geschah in der Form einer kompilatorisch-rechtlichen Problemerörterung, die meist auf in der Klosterbibliothek von Nonantola vorhandenen kanonistischen und patristischen Büchern basierte und wahrscheinlich in Beziehung zur damals sich entwickelnden Bologneser Rechtsschule stand (angebliche „Nonantolaner Rechtsschule“, Markgräfin Mathilde von Canossa).
Der Liber gehört damit in die Reihe der „publizistischen“ Schriften des Investiturstreits und war wohl eine Stellungnahme der Abtei Nonantola gegenüber der päpstlichen Politik vor der Lateransynode von 1112.